# Chau Smith-Wade
Chau Smith-Wade (Denver, 17 settembre 2002) è un giocatore di football americano statunitense che milita nel ruolo di cornerback per i Carolina Panthers della National Football League (NFL).

## Carriera universitaria
Nella prima stagione a Washington State nel 2020, Smith-Wade mise a segno 8 tackle e un passaggio deviato in due partite. L'anno seguente fece registrare 16 tackle, un intercetto e tre passaggi deviati. Nel 2022 totalizzò 43 tackle, 8 passaggi deviati, 2 intercetto, un fumble recuperato e tre forzati. Nel 2023 Smith-Wade ebbe 36 tackle e 6 passaggi deviati, saltando cinque partite per infortunio. A fine anno decise di passare tra i professionisti. Fu invitato a partecipare al Senior Bowl.

## Carriera professionistica

### Carolina Panthers
Smith-Wade fu scelto nel corso del quinto giro (157º assoluto) del Draft NFL 2024 dai Carolina Panthers. Nella sua prima stagione fece registrare 39 placcaggi, un intercetto, un fumble forzato e un passaggio deviato in 14 presenze, di cui 4 come titolare.